# 미투 운동
미투 운동(영어: Me Too movement)은 성폭행이나 성희롱을 여론의 힘을 결집하여 사회적으로 고발하는 것으로, 미국에서 시작되었다. 2017년 10월 할리우드 유명 영화제작자인 하비 와인스틴의 성추문을 폭로하고 비난하기 위해 소셜 미디어에 해시태그(#MeToo)를 다는 것으로 대중화되었다. 직장 및 사업체 내의 성폭행 및 성희롱을 SNS를 통해 입증하며 보편화되었다.

## 세계
해시태그 운동을 최초로 독려한 것은 사회 운동가 타라나 버크이다. 이후 알리사 밀라노가 여성들의 여성혐오, 성폭행 경험 등을 보다 쉽게 공개할 수 있도록 하며 대중화되었다. 수많은 저명 인사 및 일반인들이 해시태그를 통해 자신의 경험을 공개했다. 이 움직임은 수치심을 이유로 외면하려 노력했던 수많은 성적 모독들을 수면 위로 끌어올렸다.

### 일본
일본의 경우 프리랜서 저널리스트 이토 시오리가 자신을 성폭행한 방송기자를 상대로 한 민사소송에서 승소한 것이 대표적인 사례로 알려져 있다.

## 대한민국
한국의 미투 운동은 2016년 10월, 트위터에서 #오타쿠_내_성폭력 해시태그를 계기로 시작되었다.
2018년 1월 29일 현직 검사 서지현이 JTBC 뉴스룸에 출연해 검사장이었던 안태근의 성폭력 실상을 공개적으로 밝히면서 미투 운동이 본격적으로 대중에 알려졌다. 뒤따라 연극 연출가 이윤택의 성추행 사실이 SNS를 통해 폭로되면서 '위력에 의한 성폭력'에 대한 고발이 대한민국을 강타했다. 더불어 시인 고은, 극작가 오태석, 이윤택, 배우 조민기, 배우 조재현, 정계인사 안희정, 정봉주 등 20명에 달하는 인사들이 가해자로 지목되었다. 2018년 2월 26일 문재인 대통령은 "미투 운동을 무겁게 받아들인다", "피해 사실을 폭로한 피해자들의 용기에 경의를 표하고, 미투 운동을 적극 지지한다"는 의사를 밝혔다. "피해자들의 폭로가 있는 경우 형사고소 의사를 확인하고, 친고죄가 폐지된 2013년 6월 이후의 사건은 고소 없이도 적극 수사할 것"이라 덧붙였다. 이와 함께 분야별 신고상담센터를 운영 계획을 발표했다.
그러나 이 계획은 전문 상담원조차 확보하지 못하며 어려움을 겪고 있다. 예산 책정도 받지 못한 상황에서 발표된 탓에 체계적인 진행 여부가 불투명하다.
최초의 구속 사례는 극단 대표 조증윤으로, 2018년 3월 2일 미성년자 단원 성폭행으로 구속되었다. 3일 뒤인 2018년 3월 5일에는 충청남도 수행비서인 김지은이 안희정 지사의 성폭행을 JTBC 뉴스룸에서 언급했다.
2018년 4월, 서울 노원구 용화여고 창문에 “위드유” “위캔두애니씽" 등의 종이가 붙여지며 교내 성폭력을 고발하는 ‘스쿨미투’를 알렸고 이후 '교육계 재립 프로젝트', ‘노원 스쿨미투를 지지하는 시민모임’ 등이 결성됐다. 같은 달 교내 성폭력 근절을 촉구하는 관련 집회가 열렸다. 2020년 2월 기준 전국 100개 학교가 스쿨미투에 동참하는 계기가 된 용화여고는 서울시교육청 특별감사를 통해 파면과 해임 각 1명·계약해지 1명·정직 3명·견책 5명·경고 9명 등 징계를 권고받아 18명 중에 15명이 정직·견책 등 징계를 받았고 1명이 파면되었다. 파면된 교사만 유일하게 수사 대상에 올랐으나 상황이 길어지면서 익명으로 고발한 피해 자들은 실명으로 고발해야 하는 부담 때문에 1명을 제외하고 진술을 철회하였고 서울북부지검은 증거 불충분으로 무혐의 처분하였다. 하지만 재수사를 요구하는 진정이 잇따르자 항고 없이 재수사를 하였다. 검찰 처분을 앞둔 2020년 5월 4일 서울북부지검에 스쿨미투 가해자인 용화여고 전 교사의 기소를 촉구하는 8400여명의 온라인 서명이 포함된 탄원서를 제출했고 6일 검찰청 앞에서 '정치하는 엄마들' 회원 40명이 돌아가며 1인 시위를 한다.

### 진행상황 혹은 결과
- 2007년부터 2012년까지 미성년 단원 2명을 극단 사무실과 자동차에서 성폭행하고 성추행한 극단 대표 조증윤이 구속되었다. 그는 김해 극단 번작이의 대표로, 2018년 3월 1일 아동 청소년 성 보호에 관한 법률 위계에 의거, 간음으로 구속했다.
- 2018년 3월 9일 성추행 사실이 폭로된 배우 조민기가 오후에 서울시 광진구 구의동 아파트에서 숨진 채 발견되었다.
- 2018년 3월 10일 국회의원 민병두가 노래 주점에서의 강제 추행 사실이 보도되었다. 이후 의원직에서 사퇴를 검토했다.
- 강제추행 의혹을 받아 학교 내의 조사를 받던 한국외국어대학교 교수가 2018년 3월 17일 숨진 채 발견되었다.
- 박원순#성추행 피소와 사망
- 2020년 1월, 안태근 사건이 대법원에서 파기환송 판결을 받았다. 검찰은 서지현의 폭로 이후 '성추행 사건 진상규명 및 피해회복 조사단'을 꾸려 조사했다. 성추행 혐의는 고소 기간이 지나 입건하지 못했고, 서지현에게 인사 불이익을 준 혐의(직권남용 권리행사방해)로 안 전 검사장을 기소했다. 1·2심에서는 모두 유죄가 인정됐으며 징역 2년의 실형을 선고받았지만 대법원에서 판단이 뒤집어졌다.[20][21] 사건을 담당했던 조희진 전 검사장은 검찰 기소는 정당했다고 말했다. 그는 "기소할 당시에만 해도 직권남용을 법원에서 인정하는 추세였다. 1·2심 전부 직권남용을 인정했고 1심에선 법정구속까지 했던 것 아닌가"라고 반문했다.[22] 안태근은 2021년 형사보상금 7천700만원을 받았다.[23]

### 가해자로 지목된 인물들
- 이윤택
- 안희정
- 조민기 (현재 사망)
- 조재현
- 정봉주
- 이영하
- 김생민
- 김기덕 (현재 사망)
- 고은
- 조재범
- 로타
- 안태근
- 박원순 (현재 사망)
- 박진성

### 성폭력 무고로 밝혀진 인물
- 이진욱 (1심 무혐의, 2심 집행유예)[24]

## 같이 보기
- Time's Up (운동)